# Pershing Square Capital
Pershing Square Capital est un fonds d'investissement alternatif fondé par Bill Ackman en 2004. Son siège social se situe à New York, dans l'État de New York.

## Opérations
En 2014, Pershing Square Capital gagne 171 millions de dollars après avoir misé sur un SPAC, qui a in fine acquis une fraction du capital de Burger King.